# Odon de Pins

Odo von Pins
Kupferstich um 1725

Großmeisterwappen von Odo von Pins

Fra' Odon de Pins, auch Otto von Pins, Odo Pinaeus, Odo de Pinibus, Eudes de Pins, († 24. März 1296 auf Zypern) war ein Adliger aus der Provence und von 1294 bis zu seinem Tod im Jahre 1296 der 23. Großmeister des Johanniterordens.
Der Orden hatte 1291 alle seine Besitzungen auf dem syrischen und palästinensischen Festland verloren und sich nach Zypern zurückgezogen. Odon setzte die von seinem Vorgänger begonnene Befestigung des neuen Hauptquartiers der Johanniter in Limassol fort. Odon, der bei Amtsantritt ein fortgeschrittenes Alter hatte, tat sich besonders durch seine Frömmigkeit hervor. Der Orden konzentrierte sich während seiner Amtszeit besonders auf seine Hospitalstätigkeit und unternahm keine militärischen Offensiven. Allerdings betrieb er den Ausbau einer ordenseigenen Flotte weiter, die zunächst zum Transport von Pilgern von Italien ins Heilige Land, später auch zur Eskorte von Pilgerschiffen diente. Damit begann der Wechsel der militärischen Ausrichtung des Ordens von einer Land- zu einer Seemacht. Seine militärische Inaktivität und Vernachlässigung militärischer Disziplin brachte ihm den Widerstand einiger seiner Ordensbrüder ein, die bei Papst Bonifatius VIII. die Absetzung Odons beantragten. Der Papst lud Odon zur Anhörung nach Rom ein. Während der Vorbereitung seiner Abreise nach Rom erkrankte Odon schwer und starb im Frühling 1296.
Sein Nachfolger wurde Guillaume de Villaret, unter dessen Führung der Orden wieder in die Offensive ging.